# Фор, Дэнни
Дэнни Фор (фр. Danny Faure; 8 мая 1962, Килембе, Уганда) — сейшельский государственный и политический деятель, президент Сейшельских Островов с 16 октября 2016 по 26 октября 2020 года. Ранее занимал должность вице-президента (в 2010—2016 годах), член Народной партии.

## Биография
Дэнни Фор родился в городе Килембе в Западной Уганде в семье граждан республики Сейшельские Острова. Начальное и среднее образование получил на родине родителей, на Сейшельских островах. Учился в университете на Кубе, получив научную степень в области политологии.

## Политическая карьера
В 1985 году в 23-летнем возрасте стал помощником сотрудника учебной программы Министерства образования Сейшельских Островов. Также работал преподавателем в Национальной службе молодёжи и Сейшельской политехнике.
В 1993 году, после возвращения Сейшел к многопартийной демократии, Фор стал депутатом Национального собрания. В 1998 году был назначен министром образования. На протяжении многих лет Фор служил в различных министерствах, в том числе финансов, торговли и промышленности, государственного управления и информационно-коммуникационных технологий.
В 2006 году Фор был назначен на должность министра финансов президентом Джеймсом Мишелем. Во время его пребывания на этом посту Сейшельские острова приступили к серии экономических реформ, рекомендованных Международным валютным фондом. Фор курировал реформы первого этапа, который проходила с октября 2008 по октябрь 2013 года. 1 июля 2010 года стал вице-президентом, сохранив при этом портфель министра финансов.
27 сентября 2016 года президент Джеймс Мишель объявил, что уходит в отставку 16 октября и передаст власть вице-президенту Фору. Заявление совпало с выборами в Национальное собрание, на которых оппозиция получила большинство мест. Так как до окончания срока полномочий Мишеля оставалось четыре года, он должен был рассчитывать на полный срок для Фора. 16 октября 2016 года Фор был приведён к присяге как новый президент Сейшельских Островов.

## Президентство
14 апреля 2019 года Фор посетил британский подводный исследовательский аппарат и произнес речь из-под воды, призывая к усилению защиты Мирового океана.
13 июня 2019 года на церемонии вручения награды в Университете Джорджа Вашингтона в Вашингтоне, США, Фор был награжден престижной наградой Национального географического общества.

## Личная жизнь
Дэнни Фор разведён. Он отец трёх дочерей и одного сына.